# Sistema de oxígeno de emergencia

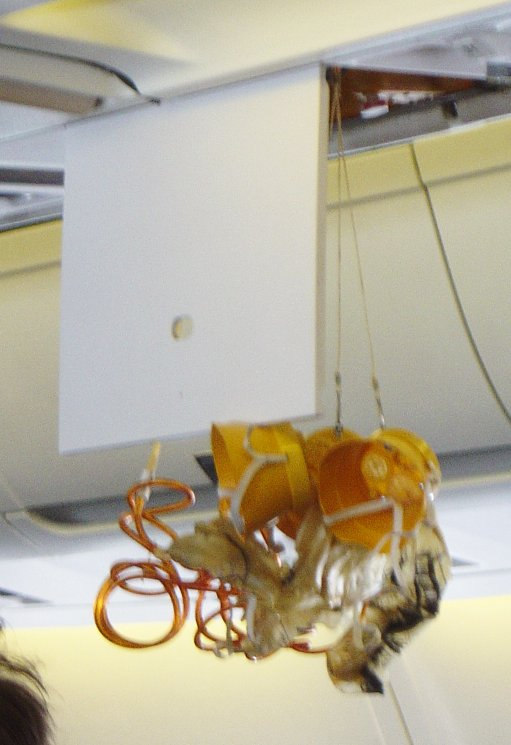
Máscaras de oxígeno cayendo

Los sistemas de oxígeno de emergencia de las aeronaves o las máscaras de aire son equipos de emergencia instalados en aeronaves comerciales presurizadas, destinados a utilizarse cuando el sistema de presurización de la cabina ha fallado y la altitud de la cabina ha subido por encima de un nivel seguro. Consiste en una serie de máscaras de oxígeno amarillas individuales almacenadas en compartimentos cerca de los asientos de los pasajeros y cerca de áreas como baños y cocinas, y una fuente de oxígeno, como un cilindro gaseoso centralizado o un generador de oxígeno químico descentralizado.

## Uso
La mayoría de los aviones comerciales que operan a grandes altitudes de vuelo están presurizados a una altitud máxima de cabina de aproximadamente 8.000 pies. En la mayoría de las aeronaves presurizadas, si se pierde la presurización de la cabina cuando la aeronave vuela a una altitud superior a 4.267 metros (14.000 pies), los compartimentos que contienen las máscaras de oxígeno se abrirán automáticamente, ya sea por encima o por delante de los asientos del pasajero y la tripulación. Las máscaras de oxígeno también pueden caer en aterrizajes fuertes o en turbulencias severas si el panel de la máscara de oxígeno se afloja. Las filas de asientos suelen tener una máscara adicional (por ejemplo, 3 asientos, 4 máscaras), en caso de que alguien tenga un bebé en su asiento o alguien en el pasillo necesite una.
Una máscara de oxígeno consiste en una máscara de silicona suave de color amarillo con bandas elásticas blancas para asegurar la máscara a la cara del pasajero. Esta banda es ajustable tirando de dos extremos enrollados a través de la máscara. La máscara también puede tener un concentrador o una bolsa de respiración que puede o no inflarse dependiendo de la altitud de la cabina, lo que (en algunos casos) ha puesto nerviosos a los pasajeros, la máscara no estaba proporcionando el oxígeno adecuado, lo que provocó que algunos se los quitaran, quienes por lo tanto sufrió hipoxia. Todas las aerolíneas ahora hacen un punto en el video o demostración de seguridad para señalar que es posible que la bolsa no se infle. La bolsa está sujeta a un tubo, conectado a la fuente de oxígeno en el compartimiento, lo que permite que se caiga y cuelgue frente a los pasajeros. Para operar en todas las aeronaves, excepto L-1011 y Boeing 787, deben tirarse bruscamente hacia el usuario para desenganchar el pasador de flujo y comenzar el proceso de transporte de oxígeno al pasajero. Las máscaras de oxígeno para pasajeros no pueden suministrar suficiente oxígeno durante períodos prolongados en altitudes elevadas. Es por eso que la tripulación de vuelo necesita colocar la aeronave en un descenso de emergencia controlado a una altitud más baja donde sea posible para respirar sin oxígeno de emergencia. Mientras se usan las máscaras, los pasajeros no pueden abandonar su asiento por ningún motivo hasta que sea seguro respirar sin el oxígeno de emergencia. Si hay un incendio a bordo de la aeronave, las máscaras no se despliegan, ya que la producción de oxígeno puede alimentar aún más el fuego.
Las tarjetas de seguridad de la aeronave y las demostraciones de seguridad en vuelo que se muestran al comienzo de cada vuelo explican la ubicación y el uso de las máscaras de oxígeno. 
Algunas aeronaves, como las aeronaves del fabricante SAAB tienen un sistema de máscara en el que una máscara se almacena debajo del asiento o se distribuye por el asistente de cabina. Estas máscaras se sacan del empaque y se conectan al enchufe para el suministro de oxígeno.
En el B787 Dreamliner, las máscaras de oxígeno solo constan de la máscara y el tubo. Los pasajeros respiran en la máscara para iniciar el flujo de oxígeno y no hay correas laterales, ya que la máscara se ajusta automáticamente.
Los suministros portátiles de oxígeno para la tripulación de cabina no son un sustituto adecuado del oxígeno terapéutico médicamente necesario, incluso en una emergencia, porque no proporciona suficiente oxígeno para superar la Ley de Dalton .

## Mecanismo

Diagrama de un sistema generador de oxígeno químico

Hay dos sistemas que normalmente se encuentran en aviones:
- Un sistema generador de oxígeno químico conectado a todas las máscaras del compartimento. Al tirar hacia abajo de una máscara de oxígeno, se quita el percutor del generador y se enciende una mezcla de clorato de sodio y polvo de hierro, lo que abre el suministro de oxígeno para todas las máscaras en el compartimiento. La producción de oxígeno no se puede interrumpir una vez que se quita una máscara, y la producción de oxígeno suele durar al menos 15 minutos, suficiente para que el avión descienda a una altitud segura para respirar sin oxígeno suplementario.[2] Durante la producción de oxígeno, el generador se calienta extremadamente y se puede notar un olor a quemado y puede causar alarma entre los pasajeros, pero este olor es una parte normal de la reacción química. "Para cualquier avión que lleve más de unos pocos pasajeros, el peso, la complejidad y los problemas de mantenimiento asociados con un sistema de gas comprimido serían prohibitivos. Como consecuencia, la industria depende de generadores químicos de oxígeno ".[3]
- Un sistema colector gaseoso, que conecta todas las máscaras de oxígeno a un suministro de oxígeno central, generalmente en el área de bodega de carga. Al tirar hacia abajo de una máscara de oxígeno, se inicia el suministro de oxígeno solo para esa máscara. Por lo general, todo el sistema se puede restablecer en la cabina del piloto o en algún otro lugar de la aeronave.

## Peligros
La combustión es la reacción química exotérmica entre el oxígeno y un combustible, produciendo una llama y humo. Debido a que el oxígeno es necesario para alimentar un incendio, los equipos que generan oxígeno en las aeronaves representan un riesgo de incendio significativo y han contribuido a varios incendios de aeronaves, tanto en tierra como en vuelo.
Los accidentes e incidentes de aeronaves relacionados con los sistemas de suministro de oxígeno incluyen:
- Vuelo 592 de ValuJet (1996): los generadores de oxígeno químico caducados se prepararon y etiquetaron incorrectamente como material de la compañía y sin ser designados como HAZMAT y se colocaron en la bodega de carga de un avión de pasajeros, donde se incendiaron en vuelo y resultaron en un accidente que mató a los 110 personas a bordo
- Vuelo 1611 De ABX Air (2008): un incendio en la cabina de un Boeing 767 en tierra antes de la salida causado por una corriente eléctrica inesperada en el resorte anti-torsión de la manguera de la máscara de oxígeno de un piloto para encender la manguera en presencia de oxígeno dentro de la manguera que quedó de los controles previos al vuelo, aunque no hubo indicios de que el suministro de oxígeno se rompiera y comenzara a alimentar el fuego; ambos pilotos evacuaron la cabina de forma segura, pero la aeronave fue declarada pérdida total[5]
- Vuelo 30 de Qantas (2008) - Según el informe final, "un cilindro de oxígeno de un pasajero ... había sufrido una falla repentina y una descarga contundente de su contenido presurizado en la bodega de la aeronave, rompiendo el fuselaje en las proximidades del ala-fuselaje principal. El cilindro había sido impulsado hacia arriba por la fuerza de la descarga, perforando el piso de la cabina y entrando en la cabina adyacente a la segunda puerta principal de la cabina. Posteriormente, el cilindro había impactado el marco de la puerta, la manija de la puerta y los paneles superiores, antes de caer al piso de la cabina y salir de la aeronave a través del fuselaje roto ".[6][7] No hubo víctimas mortales.
- Vuelo 667 de EgyptAir (2011): Un incendio que comenzó alrededor del suministro de oxígeno del copiloto mientras la aeronave abordaba a los pasajeros, posiblemente debido a una ruptura y liberación repentina de oxígeno en la máscara provocada por una falla eléctrica en la manguera de la máscara; sin víctimas mortales, pero la aeronave fue declarada pérdida total